# Фуентес-де-Карбахаль
Фуентес-де-Карбахаль (ісп. Fuentes de Carbajal) — муніципалітет в Іспанії, у складі автономної спільноти Кастилія-і-Леон, у провінції Леон. Населення — 121 особа (2010).
Муніципалітет розташований на відстані близько 240 км на північний захід від Мадрида, 48 км на південь від Леона.
На території муніципалітету розташовані такі населені пункти: (дані про населення за 2010 рік)
- Карбахаль-де-Фуентес: 70 осіб
- Фуентес-де-Карбахаль: 51 особа

## Демографія
Динаміка населення (INE ):